# Hello, Dolly! (canción)
«Hello, Dolly!» es una canción estadounidense de 1964, compuesta por Jerry Herman. Fue popularizada por Louis Armstrong ese mismo año, alcanzando el número uno en el Billboard Hot 100 y en la lista Easy Listening de los Estados Unidos y ganando el Premio Grammy a la canción del año y a la Mejor interpretación vocal pop masculina. Además fue galardonada por el Salón de la Fama de los Grammy en el año 2001. También la interpretó con Barbra Streisand, en la película de 1969, Hello, Dolly!, dirigida por Gene Kelly.

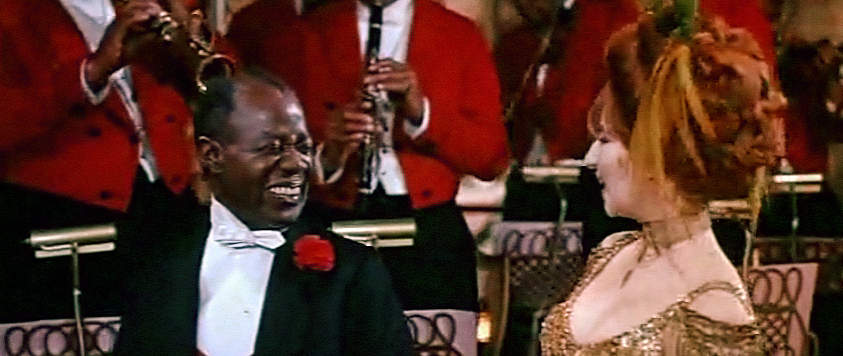
Louis Armstrong y Barbra Streisand en la película Hello, Dolly!

## Algunas versiones
| - Louis Armstrong y Barbra Streisand, en 1964 - Petula Clark, en 1964 - Bobby Darin, en 1964 - Duke Ellington en 1964 - Ella Fitzgerald en 1964 - Judy Garland y Liza Minnelli, en 1964 - Marvin Gaye, en 1964 - Benny Goodman, en 1964 - Frank Sinatra, en 1964 - Frankie Vaughan, en 1964 - Libertad Lamarque, en 1964 - Sammy Davis, Jr., en 1965 - Mary Martin, en 1965 - Pearl Bailey, en 1967 | - Violetta Villas, en 1968 - Matt Monro, en 1968 - Ethel Merman, en 1970 - Jean-Jacques Perrey, en 1970 - Lou Rawls, en 1979 - Cab Calloway, en 1991 - Wayne Newton, en 1992 - Silvia Pinal, en 1996 - Liza Minnelli, en 1997 - Nancy Wilson, en 2001 - Kelly Ripa, en 2004 - Harry Connick, Jr., en 2007 - Zooey Deschanel, en 2007 - Cecilia García , en 2025 |